# زقزاق ثنائي الطوق
زقزاق ثنائي الطوق (الاسم العلمي: Charadrius bicinctus) هو نوع من الطيور يتبع جنس الزقزاق من فصيلة الزقزاقية.